# Bitva o Czajankova kasárna
Bitva o Czajankova kasárna byl ozbrojený střet mezi československými a německými vojáky, jenž se odehrál 14. března 1939 v Místku. Šlo o jediný známý výraznější boj československých vojáků s německou armádou při obsazování zbytku Čech a Moravy a Slezska v březnu 1939.

## Situace před bitvou
Místecká kasárna obývaná českými vojáky se nacházela v prostorách bývalé textilní továrny Johanna Czajanka, kterou československá armáda odkoupila roku 1933. Byla situována na kraj města poblíž mostu přes řeku Ostravici, spojujícího tehdy samostatná města Frýdek a Místek. V té době byl v kasárnách dislokován neúplný III. prapor 8. pěšího pluku Slezského, sestávající z deváté, desáté a dvanácté roty – vlivem absence odvodových ročníků 1936 a 1937, z nichž jeden byl nedávno propuštěn a druhý převelen, a odchodu vojáků pocházejících ze Slovenska tvořili velkou část vojáků čerství nováčci, kteří ještě neprodělali ani základní výcvik. Navíc kvůli zrušení obranné jednotky byly těžší zbraně a větší část munice nedávno převezeny do muničního skladu ve Staříči (o sklad se rovněž krátce bojovalo). Kasárna tak byla vybavena pouze puškami a lehkými kulomety.
Poté, co Slovensko vyhlásilo 14. března 1939 krátce po poledni nezávislost, odjela odpoledne delegace v čele s prezidentem Emilem Háchou vlakem do Berlína, aby zjistila, jaké úmysly má Hitler s českou částí Česko-Slovenska. Německý plán byl obsadit české území během 15. března, ale aby se zabránilo možným akcím Polska, které si dělalo nárok na zbývající část Těšínského Slezska, měly být Těšínsko a přilehlá část Moravy (kam patří i Místek) obsazeny už večer předchozího dne. Po 17. hodině 14. března tak vstoupily na území okleštěné republiky první německé jednotky.
Dvě německé kolony pod velením plk. Paula Stoewera tvořily jižní křídlo manévru. Překročily hranici v Příboře a mířily na východ k Místku, ke kterému přijely před šestou hodinou. Po obsazení důležitých míst ve městě pokračovala první kolona kolem kasáren na Frýdek – hlídka z kasáren je sice zaznamenala a nahlásila, ale v šeru se domnívala, že jde o československé četníky. Druhá kolona chvíli zastavila před bránou kasáren asi o čtvrt na sedm.

## Průběh bojů
Z vedoucího vozidla kolony sesedl důstojník a několik vojáků, důstojník kráčel směrem k voj. Saganovi majícímu stráž u brány. Ten zareagoval připravenou puškou, voláním „Stůj!“ a výstřelem do vzduchu. Německý důstojník vyzval hlídku, aby se vzdala, a tasil zbraň, což vedlo ke krátké přestřelce, ve které byl strážný zraněn a důstojník zabit.
Střelba mobilizovala osazenstvo uvnitř kasáren. Velitel praporu, plk. Štěpina, se snažil kontaktovat velitelství, obrany kasáren se ujal velitel kulometné roty, kpt. Karel Pavlík. Byly vydány zbraně, obránci se začali rozmisťovat po areálu kasáren a z oken a ze střechy pálit na Němce. Ti měli vlivem nepřipravenosti na odpor velké ztráty, po počátečním chaosu ale začali útočit a obkličovali objekt okolním parkem. Přivezené protitankové dělo spustilo střelbu na kasárnu, na budovu byly namířeny oslňující reflektory, přijely posily z první kolony. Až na dvůr kasáren projelo německé obrněné vozidlo, palba průbojnými náboji ale donutila poškozené vozidlo se stáhnout, stejně jako bylo odraženo několik pěších útoků. 
Velkým problémem obránců byl nedostatek munice – když začala docházet, stříleli pro vytvoření dojmu palby i slepými náboji. Asi po půl hodině boje se plk. Štěpinovi podařilo spojit s velitelstvím a vydal proto troubením rozkaz ukončit palbu a vzdát se. Vyjednáváním byl pověřen poručík Karel Martínek.

## Po boji

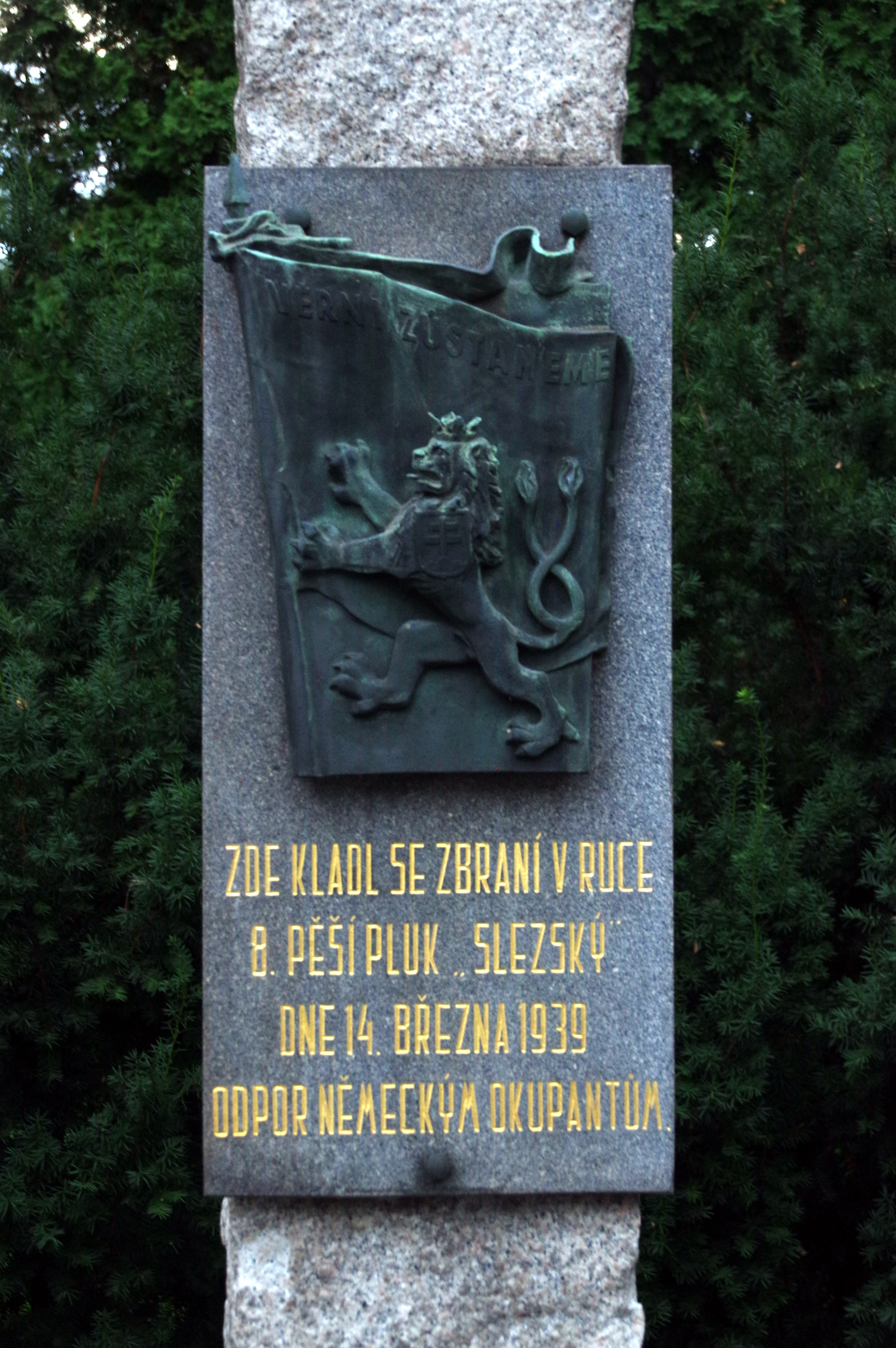
Pomník v Místku

Výsledkem bylo obsazení kasáren a odzbrojení obránců německými vojáky. Na české straně byli 2 zranění, na německé straně se neoficiální údaje různí – 6 až 18 mrtvých a desítky raněných. Navzdory obavám nebylo s obránci špatně zacházeno. Po několika hodinách prohlídky a německého rabování kasáren byli propuštěni zajatí důstojníci, vojáci až po několika dnech, kdy byli uzavření a hlídaní v kasárnách.
Krátké zprávy o bojích dorazily i k prezidentu Háchovi, který byl následně v noci z 14. na 15. března v Berlíně donucen schválit Hitlerův plán na obsazení zbytku českých zemí 15. března ráno. 
Někteří z vojáků, například velitel obrany kapitán Pavlík a vyjednavač poručík Martínek, se později připojili k protinacistickému odboji.
Czajankova kasárna byla zbourána zčásti v roce 1940, většina pak na konci 70. let 20. století. Na tomto místě pak byla postavena mateřská škola pro přilehlé sídliště. Barák muničního skladu na Sviadnovských loukách u bývalého vojenského cvičiště zatím stále stojí a je v majetku obce Staříč.
Roku 1989 byl na místě bitvy (dnes u křižovatky ulic 8. pěšího pluku a Hlavní třídy) odhalen malý pomníček. Později byla v roce 2005 k pomníku instalována velkoformátová informační cedule spolkem Vlastenecký klub, která je pravidelně aktualizována. Událost bývá na tomto místě každoročně připomínána akcemi města Frýdku-Místku a vlastenců ze sdružení Svornost.

## Odraz v kultuře
6. listopadu 1953 měla premiéru divadelní hra Milana Jariše Přísaha, inspirovaná událostmi ve Frýdku-Místku. Roku 1956 natočil Jiří Sequens podle této hry film Neporažení.